# Dorcopsis
Dorcopsis es un género de marsupiales diprotodontos de la familia Macropodidae. También es el nombre común que se da a las especies del género, y a las del género Dorcopsulus.

## Descripción
Las especies del género, como aquellas del género afín Dorcopsulus, están en una posición intermedia entre los canguros arbóreos y los otros canguros, desde el punto de vista filogenético y desde el punto de vista morfológico.

## Especies
El género posee cuatro especies:
- Dorcopsis atrata (Van Deusen, 1957)
- Dorcopsis hageni (Heller, 1897)
- Dorcopsis luctuosa (D'Albertis, 1874)
- Dorcopsis muelleri (Lesson, 1827)